# Attié jezik
Attié jezik (akie, akye, atche, atie, atshe; ISO 639-3: ati), jedini i istoimeni jezik podskupine Attié, šire skupine nyo, kojim govori 381 000 ljudi (1993 SIL) u Obali Bjelokosti, na područjima departmana Abidjan i Adzope.
Pripadnici etničke grupe (plemnena) zovu se Akye (ili Attie, Atié, Ankya), koji se služe s tri dijalekta naindin, ketin i bodin, među kojima je bodin najgovoreniji. Uz njega u upotrebi su i francuski [fra], jula [dyu], anyin [any], ebrie [ebr], abe [aba] ili baoulé [bci].

## Vanjske poveznice
- Ethnologue (14th)
- Ethnologue (15th)